# 2809 Vernadskij
2809 Vernadskij eller 1978 QW2 är en asteroid i huvudbältet som upptäcktes den 31 augusti 1978 av den rysk-sovjetiske astronomen Nikolaj Tjernych vid Krims astrofysiska observatorium på Krim. Den har fått sitt namn efter Vladimir Vernadskij.
Asteroiden har en diameter på ungefär 12 kilometer och den tillhör asteroidgruppen Nysa.